# کیتا ناریکاتسو
کیتا ناریکاتسو (به ژاپنی: 北就勝 Kita Narikatsu); نامشخص – ۳۰ اوت ۱۵۵۷) برادر موری موتوناری معروف و پسر موری هیروموتو بود.